# Борн (річка)
Борн (офіційно фризькою: De Boarn), на схід від Олдеборна, також відома як Оуддіп (Алджип) або Конінгсдіп, раніше як Гаудмаре («головний маар»), — невелика річка в провінції Фрісландія, яка тече від Баккевена до Ірнсума.

## Історія
Історично Борн протікала повз Рауверд (Раерд), де впадала у Мідделзі. На честь цієї річки названо муніципалітет Борнстерхем (англ. Boarnsterhim).
На основі геологічних карт Національної геологічної служби та Босатласу 1939 року нижче подано історію Борна:
Приблизно 10 500 років тому море прибуло до сучасного Беетстерцваага. Борн текла на південь від Beetsterzwaag у море. Приблизно 7000 років тому між Терсхеллінгом і Вліландом була затока з меншим мулистим пологом на південь від стіни пляжу зі смугою торфу вздовж берегів. Ця затока затоплювалася в бік Бетстерцваага під час припливу. Борн спустошувався в найпівденнішій точці цього входу.

## Міста на Борні
- Баккевен
- Олдеборн
- Ірнсум
- Нес
- Аккрум
- Oude Schouw

## Битва на Борні
У ранньому середньовіччі відбулася битва на Борні біля Ірнсума між фризами та франками — битва на Борні.